# ادواردو رودریگز (بازیکن فوتبال آرژانتینی)
ادواردو رودریگز (انگلیسی: Eduardo Rodríguez; ۲۰ مارس ۱۹۱۸ – ۲۵ مارس ۲۰۰۰) بازیکن فوتبال اهل آرژانتین بود.
از باشگاه‌هایی که در آن بازی کرده‌است می‌توان به باشگاه فوتبال ریور پلاته، باشگاه ورزشی دیپورتیوو کالی، و باشگاه فوتبال استودیانتس اشاره کرد.
وی همچنین در تیم ملی فوتبال آرژانتین بازی کرده‌است.